# حركة الشبيبة الفتحاوية
منظمة الشبيبة الفتحاوية من قيادات شإن شبيبة حركة فتح، التي جاءت في مطلع الثمانينات، ذراعاً طليعياً للحركة شبابياً وطلابياً. لتبدأ مشواراً جديداً في تحديث العمل الشبابي الفلسطيني، والعربي، والعالمي، على أسس تتكفل بأخذ الشباب دورهم الطليعي، في صناعة القرار وصياغة المستقبل، لتحمي مستقبلها وتواكب وتسهم بقدرتها في عملية البناء والتحديث فلسطينيا، وتعكس اسهاماتها عربيا وكذلك في الحضارة العالمية وتطورها، على أنه في البدء... ينصب اهتمامها على استكمال المشوار النضالي، في الكفاح حتى نيل الحرية والعودة والاستقلال - لشعب دخل الألفية الثالثة - تحت الاحتلال.
كان ما ابرز رموزها أبو علي شاهين والشهيد محمود أبو مذكور وطليعة من الإطار الطلابي في حينه امثال محمد حسن المزين، وإسحق مخيمر محمد عبد الرازق ومحمد غنام وتوفيق أبو خوصة ووزياد قرمان وايهاب الأشقر ومعين مسلم وعبد الحكيم عوض ومحمد دحلان والعديد منن الكوادر